# Anquisàurids
Els anquisàurids (Anchisauridae) constitueixen un grup de dinosaures sauropodomorfs primitius que fou proposat per Othniel Charles Marsh l'any 1885. Aquest clade el formen l'anquisaure i els seus parents més propers. Tanmateix, no és clar quins altres gèneres s'inclouen en aquesta família; molts dels dinosaures que s'hi van assignar ara són classificats en altres grups. Aquesta família no s'utilitza gaire sovint en les taxonomies actuals; Benton (2004) no allista aquest clade. Els anquisàurids es van considerar prosauròpodes, però investigacions més recents indiquen que en realitat podrien ser sauròpodes basals.